# SBI Group
SBI Group (Strategic Business Innovator Group) – японская группа компаний, оказывающих финансовые услуги.

## История компании
Группа компаний была основана в 1999 году и называлась SoftBank Investment. Главный офис расположен в Токио. Группа включает в себя компании, входящие в SBI Holdings, SBI Securities, а также бизнес-школу SBI Graduate School и детский благотворительный фонд. Акции компании представлены на Осакской и Токийской биржах.
В апреле 2011 года SBI Holdings начал листинг на Гонконгской фондовой бирже. Вскоре подразделение SBI Securities согласилось приобрести 25-процентную долю в PT BNI Securities, дочерней компании Bank Negara Indonesia.
На 2015 год основными акционерами являлись Japan Trustee Services Bank (4,2%), Northern Trust (4 %) и The Master Trust Bank of Japan (3,1 %).
В 2018 году компанией совместно с Wirex запланирован выпуск на японском рынке биткойн-карты Visa.

## SBI Group в России
В июне 2011 года группа приобрела 50% долей российского «Обибанк» (Объединенный Инвестиционный Банк). С августа 2017 года группа выступает единственным участником банка. В феврале 2018 года наименование банка было изменено на ООО «Эс-Би-Ай Банк».
Рейтинговое агентство АКРА в 2018 году присвоило ООО «Эс-Би-Ай Банк» рейтинговую оценку BBB-(RU) со стабильным прогнозом. Рейтинг подтверждался в 2019-2020 годах, в 2021 был повышен до  году был повышен до BBB(RU), в 2024 - до BBB+(RU), в 2025 - до A-(RU) с позитивным прогнозом.